# Степанівка (Волноваський район)
Степа́нівка — село Мирненської селищної громади Волноваського району Донецької області, Україна. Населення становить 361 особу.

## Загальні відомості
Відстань до Бойківського становить 34 км і проходить переважно автошляхом Т 0512. Село межує з територією с. Новоолексіївка Волноваського району та с. Келерівка Маріупольського району Донецької області.

## Населення
За даними перепису 2001 року населення села становило 361 особу, з них 28,53 % зазначили рідною мову українську, 68,98 % — російську, 0,55 % — грецьку та 0,28 % — молдовську мову.